# أبو راكة (تبوك)
أبو راكة هي قرية تابعة لمحافظة الوجه في منطقة تبوك، المملكة العربية السعودية.

## الموقع
تبعد عن تبوك 210 كيلو وعن العلا 170 كيلو.

## القرى التابعة
تتبعها مركز إمارة النشيفة ومركز إمارة الجو ومركز إمارة الفارعة.

## الخدمات الحكومية
يوجد بها مركز إمارة ومركزشرطه ودفاع مدني وبلديه ومستشفى عام ومدارس بجميع مراحلها وفرع لزراعة ومحكمة ومركز صحي ومكتب لدعوة والإرشاد ومحطة تحلية للمياه. وبها مجلس بلدي.